# Mohammed Hawadle Madar
Mohammed Hawadle Madar – somalijski polityk, Premier Somalii od 3 września 1990 roku do 24 stycznia 1991.
Salad został wybrany premierem Somalii 3 września 1990 roku, zostając następcą Muhammad Samatar. Urząd sprawował do stycznia 1991, przed rozpoczęciem Wojny w Somalii. 